# Marie-Victorin
Irmão  Marie-Victorin, Conrad Kirouac ou Joseph Louis Conrad Kirouac (Kingsey Falls, Quebeque, 3 de abril de 1885 – 15 de julho de 1944) foi um religioso, botânico, intelectual e escritor canadense.
Estudou na Universidade de Montreal, assumindo o cargo de professor de botânica em 1920. Foi fundador e diretor do Instituto Botânico de Montreal em 1922, e fundador do Jardim Botânico de Montreal em 1931. 

## Obras
- Récits laurentiens (1919)
- Croquis laurentiens (1920)
- Flore laurentienne (1935)
- Flore de l'Anticosti-Minganie (1969)
- Mon miroir - Journaux intimes 1903-1920 - Texte intégral, 2004, Éd. Fidès.

## Homenagens
Um edifício da Universidade de Montreal, onde lecionou botânica, leva seu nome, assim como o Parque Marie-Victorin em sua cidade natal. 

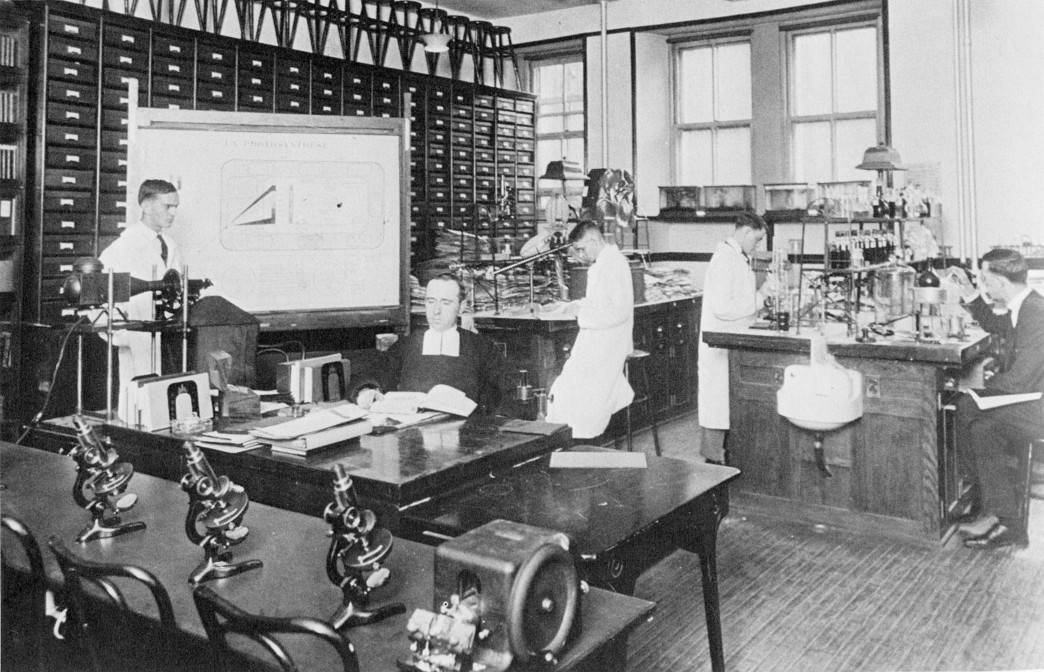
Marie-Victorin em seu laboratório na Universidade

A Rua Conrad-Kirouac em Quebeque e a Rua Kirouac em Longueuil também foram nomeadas em sua honra. Recebeu os prêmios:
- Prêmio David em 1923
- Prêmio David em 1931

O Prêmio Marie-Victorin, criado em  sua honra, para recompensar cientistas nas disciplinas de ciências puras com aplicações no domínio biomédico.

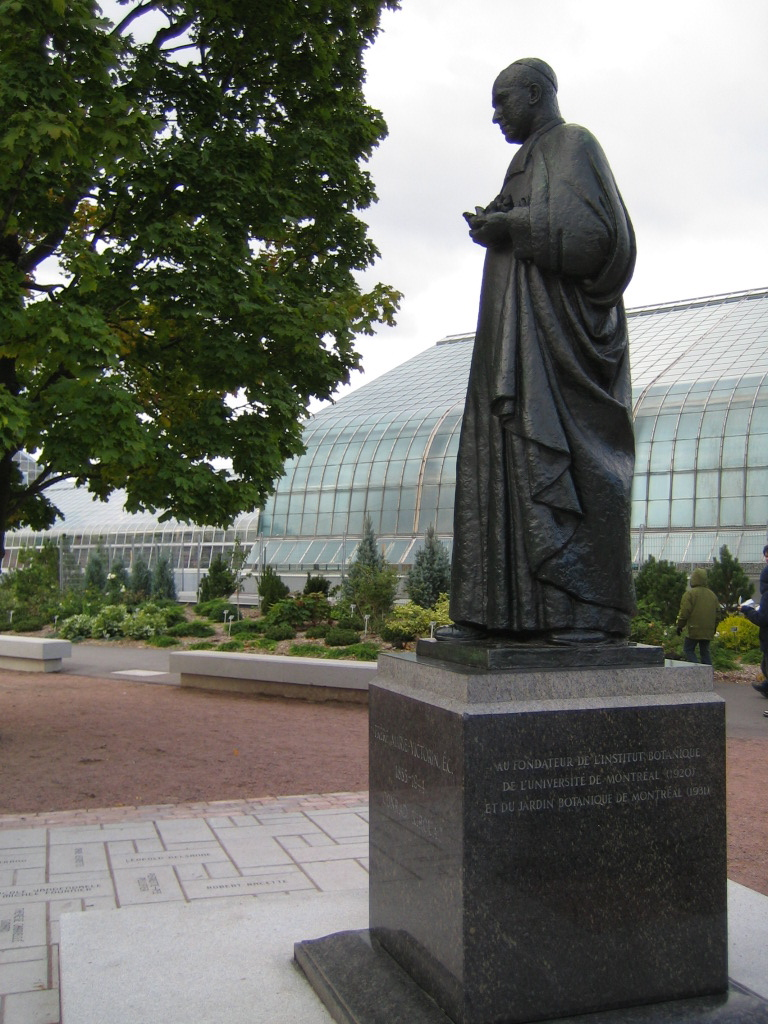
Estátua no "Jardim Botânico de Montreal".

Algumas espécies  nomeadas por ele:
- Taraxacum laurentianum
- Cirsium minganense ()
- Botrychium minganense
- Senecio rollandii